# Otokar Březina
Otokar Březina, né Václav Ignác Jebavý le 13 septembre 1868 à Počátky (alors en Autriche-Hongrie), mort le 25 mars 1929 à Jaroměřice nad Rokytnou (Tchécoslovaquie), est un poète et écrivain tchécoslovaque, représentant du symbolisme. Il a influencé le développement de la poésie tchécoslovaque au XXe siècle.
Il a figuré sur la liste des candidats au prix Nobel de littérature à huit reprises (1916, 1917, 1918, 1920, 1921, 1925, 1928 et 1929)
  .

## Biographie
Václav Ignác Jebavý, fils d'un cordonnier et de sa femme, commence sa vie professionnelle après ses études secondaires comme instituteur dans plusieurs villes de Moravie occidentale. Il étudie les cultures anciennes, la philosophie et la littérature et les sciences naturelles. En 1923, il refuse la proposition de prendre la chaire de philosophie à l'Université Masaryk de Brno.

## Œuvres majeures
- Les Lointains mystérieux (Tajemné dálky), 1895
- L'Aube à l'Occident (Svítání na západě), 1895
- Les Vents des pôles (Větry od pólů), 1897
- Les Constructeurs du temple (Stavitelé chrámu), 1899
- Les Mains (Ruce), 1901
- La Musique des sources (Hudba pramenu), 1903

en français
- Poèmes d'Otokar Brezina traduits du tchèque et présentés par Michel-Léon Hirsch, Éditions Le Divan, 1935
- Anthologie de la poésie tchèque et slovaque (présentation de Jacques Gaucheron), Messidor-UNESCO, 1987.  (ISBN 978-2-209-05873-0)